# Roella dunantii
Roella dunantii är en klockväxtart som beskrevs av A.Dc. Roella dunantii ingår i släktet Roella och familjen klockväxter. Inga underarter finns listade i Catalogue of Life.